# Fát Alí Šáh
Fát Alí Šáh (persky فتحعلی شاه‎; kolem 1771 – 20. října 1834) byl druhý perský šáh z rodu Kádžárovců. Vládl od 17. června 1797 až do své smrti. Jeho vláda přinesla ztrátu severních území Perské říše (dnešní Gruzie, Dagestán, Ázerbájdžán a Arménie) ve prospěch Ruska v rusko-perských válkách z let 1804–13 a 1826–28. Historik Joseph M. Upton o Fátovi Alím napsal, že „je u Peršanů slavný pro tři věci: svůj výjimečně dlouhý vous, vosí pás a plodnost.“ Šáh měl se svými 160 ženami asi 260 dětí, dospělosti se dožilo 60 synů a kolem 50 dcer.